# Trottoaren
"Trottoaren", även känd som "Inte leker vi på trottoaren" är en svensk barnvisa från 1900-talet med temat trafik. Sången handlar om att man inte skall leka på trottoaren. Texten skrevs av Gullan Bornemark, medan melodin är samma som "Björnen sover" och "Gubben Noak". Sången ingår i Anita och Televinken, som hade i syfte att lära barn hur man ska bete sig i trafiken.
"Trottoaren" är också en låt på Just Ds första album 1 steg bak & 2 steg fram.